# Cephalothrix notabilis
Cephalothrix notabilis är en djurart som tillhör fylumet slemmaskar, och som beskrevs av Jirô Iwata 1954. Cephalothrix notabilis ingår i släktet Cephalothrix och familjen Cephalothricidae. Inga underarter finns listade i Catalogue of Life.